# Péter Lékó
Péter Lékó [ˈpeːtɛr ˈleːkoː], FIDE-Bezeichnung: Peter Leko, (* 8. September 1979 in Subotica, Jugoslawien) ist ein ungarischer Schachspieler mit dem Titel eines Großmeisters.

## Biografie

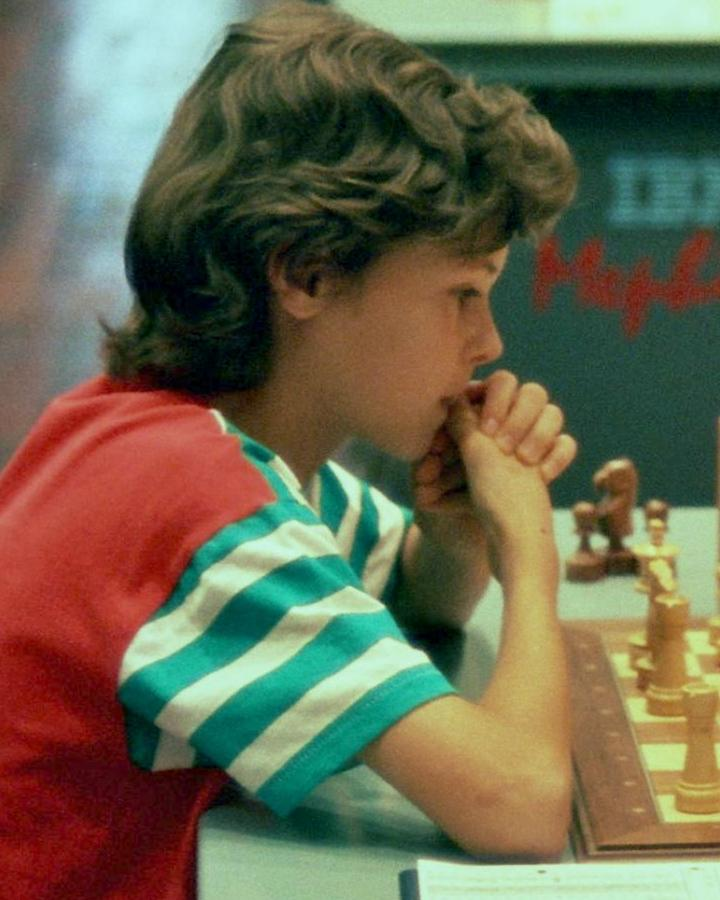
Péter Lékó, Duisburg 1992

Als Lékó zwei Jahre alt war, trennten sich seine Eltern. Seine Mutter zog mit zwei Söhnen nach Szeged. Er lernte die Schachregeln im Alter von sieben Jahren von seinem Vater und galt bald als Wunderkind. Ab 1989 arbeitete er mit Tibor Károlyi und trainierte täglich sechs Stunden. Im Jahre 1990 wurde er Dritter bei der Jugendweltmeisterschaft U12 in Fond du Lac. 1991 gewann er in Mamaia die Jugendeuropameisterschaft der Altersklasse U12, 1992 wurde er Jugendeuropameister in der U14 und erhielt den Titel eines Internationalen Meisters. Ab 1993 arbeitete er mit András Adorján zusammen, der ihm neue Eröffnungskenntnisse vermittelte, insbesondere in der von Lékó bis heute oft gespielten Sweschnikow-Variante. Im Jahre 1994 erreichte er den Titel eines Großmeisters. Mit seinen 14 Jahren war er damals der bisher jüngste Großmeister. Im gleichen Jahr wurde er in Szeged Jugendweltmeister der U16-Jährigen. Er bekam daraufhin Einladungen zu Weltklasseturnieren, bei denen er zunächst keine herausragenden Erfolge feiern, aber wertvolle Erfahrungen sammeln konnte. Bei der FIDE-Weltmeisterschaft 1997 in Groningen musste er einen Rückschlag einstecken, als er bereits in der ersten Runde an Roman Slobodjan scheiterte.
Im Jahre 1999 erhielt er einen Sponsoringvertrag mit RWE und gewann erstmals die Dortmunder Schachtage. Vom Jahr 2000 bis 2010 zählte er fast durchgehend zu den zehn besten Spielern der Welt, galt allerdings lange Zeit als zu friedfertig, um Weltmeister zu werden. Bei der FIDE-Weltmeisterschaft 1999 in Las Vegas scheiterte er in der zweiten Runde an Sergej Movsesjan. Im Januar 2000 zeigte er jedoch durch einen Wettkampfsieg mit 4,5:1,5 gegen den frischgebackenen FIDE-Weltmeister Alexander Chalifman seine Klasse. Chalifman revanchierte sich bei der FIDE-Weltmeisterschaft in Neu-Delhi im Dezember 2000, als er Lékó mit 4,5:3,5 besiegte. Auch bei der FIDE-Weltmeisterschaft 2001 in Moskau scheiterte Lékó in der zweiten Runde, diesmal an Aschot Anastassjan.

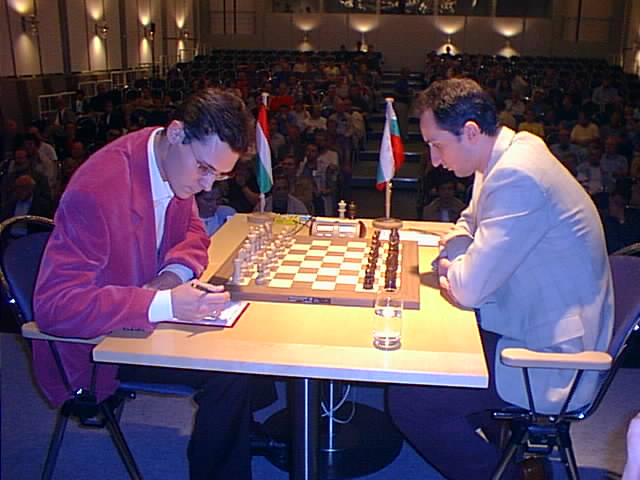
Lékó und Topalow, Dortmund 2002

2002 war Lékó in der Weltauswahl beim Wettkampf Russland gegen den Rest der Welt und erzielte 5,5 Punkte aus 10 Partien (2 Siege, 1 Niederlage, 7 Remis). Nach seinem Sieg im Braingames-Kandidatenturnier in Dortmund 2002, bei dem er im Halbfinale gegen Alexei Schirow und im Finale gegen Wesselin Topalow gewinnen konnte, trat er im Oktober 2004 zum WM-Kampf gegen Wladimir Kramnik in Brissago/Schweiz an. Dort scheiterte er erst durch eine Niederlage in der 14. und letzten Partie, durch welche sein Kontrahent zum 7:7 (2 Siege, 2 Niederlagen und 10 Unentschieden) ausgleichen und den Titel verteidigen konnte.
2005 gewann er das Corus-Turnier in Wijk aan Zee. Damit war er zu diesem Zeitpunkt neben Garri Kasparow, Viswanathan Anand und Wladimir Kramnik der Einzige, der in jedem der drei damaligen Superturniere (Wijk aan Zee, Linares, Dortmund) mindestens einmal einen Sieg davontragen konnte.

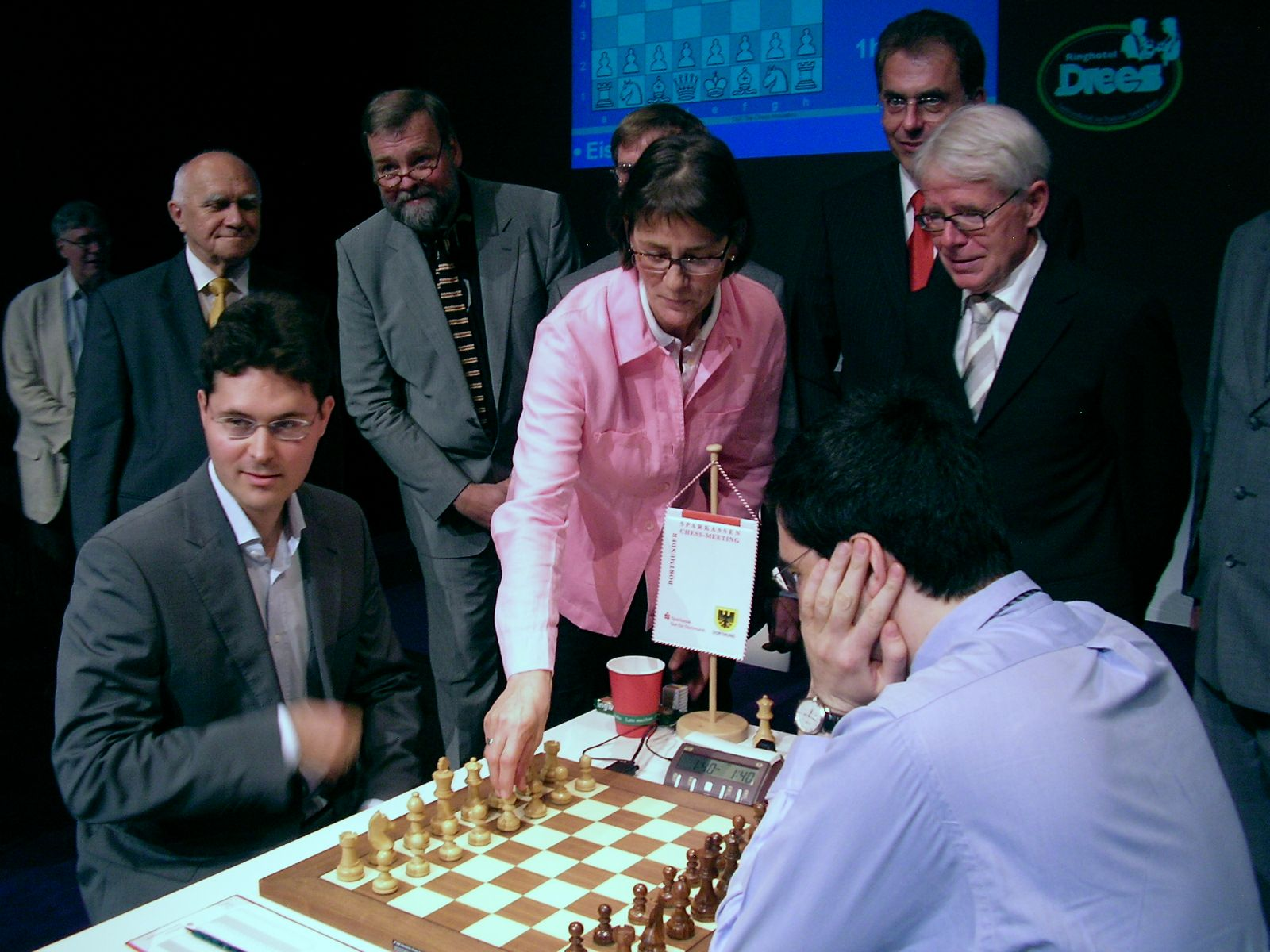
Titelverteidiger Péter Lékó, Dortmund 2009, Bürgermeisterin Birgit Jörder macht den ersten Zug in der Partie Lékó – Wladimir Kramnik.

Nachdem er dadurch in einer Reihe mit den drei oben genannten Spielern als absolute Weltspitze angesehen wurde, konnte er in Folge dieses Niveau nicht mehr halten. Beim Turnier um die FIDE-Weltmeisterschaft in San Luis kam er nur auf den fünften Platz. 2006 besiegte er Exweltmeister Anatoli Karpow bei einem Schnellschach-Wettkampf in Miskolc mit 4,5:3,5 (1 Sieg, 7 Remis). 2007 unterlag er an gleicher Stelle aber Wladimir Kramnik mit 3,5:4,5 (1 Sieg, 2 Niederlagen). Beim Weltmeisterschaftsturnier 2007 in Mexiko-Stadt belegte Lékó unter acht Teilnehmern den vierten Platz (2 Siege, 2 Niederlagen, 10 Remis).
2008 trug er sich nach 1999 und 2002 zum dritten Mal in die Siegerliste der Dortmunder Schachtage ein.
Bei der Schachweltmeisterschaft 2013 unterstützte er Viswanathan Anand als Sekundant.
Lékó gilt als Verteidigungskünstler und spielt auch sehr stark Chess960. 2001 gewann er bei den Chess Classic in Mainz im Chess960-Schnellschach gegen Michael Adams und wurde dafür nachträglich als erster inoffizieller Weltmeister im Chess960 bezeichnet. 
Lékó kommentiert seit einigen Jahren hochrangige Schachturniere und ist seit Ende 2017 Trainer des deutschen Schachspielers Vincent Keymer.
| Hier fehlt eine Grafik, die leider im Moment aus technischen Gründen nicht angezeigt werden kann. Wir arbeiten daran! |

## Nationalmannschaft
Lékó nahm mit der ungarischen Nationalmannschaft an den Schacholympiaden 1994, 1996, 2000, 2002, 2008, 2010, 2012, 2014 und 2018 teil. Mit der Mannschaft erreichte er 2002 in Bled und 2014 in Tromsø den zweiten Platz, in der Einzelwertung gewann er 2008 in Dresden am ersten Brett. Außerdem nahm er an den Mannschaftsweltmeisterschaften 2001, 2011 und 2015 und den Mannschaftseuropameisterschaften 1992 (für die dritte Mannschaft Ungarns), 1999, 2011, 2015 und 2017 teil. 1999 in Batumi erreichte er mit der Mannschaft den zweiten Platz und erzielte die zweitbeste Elo-Leistung aller Teilnehmer, 2011 in Porto Carras sowie 2015 in Reykjavík belegte er mit der Mannschaft den dritten Platz.

## Vereine

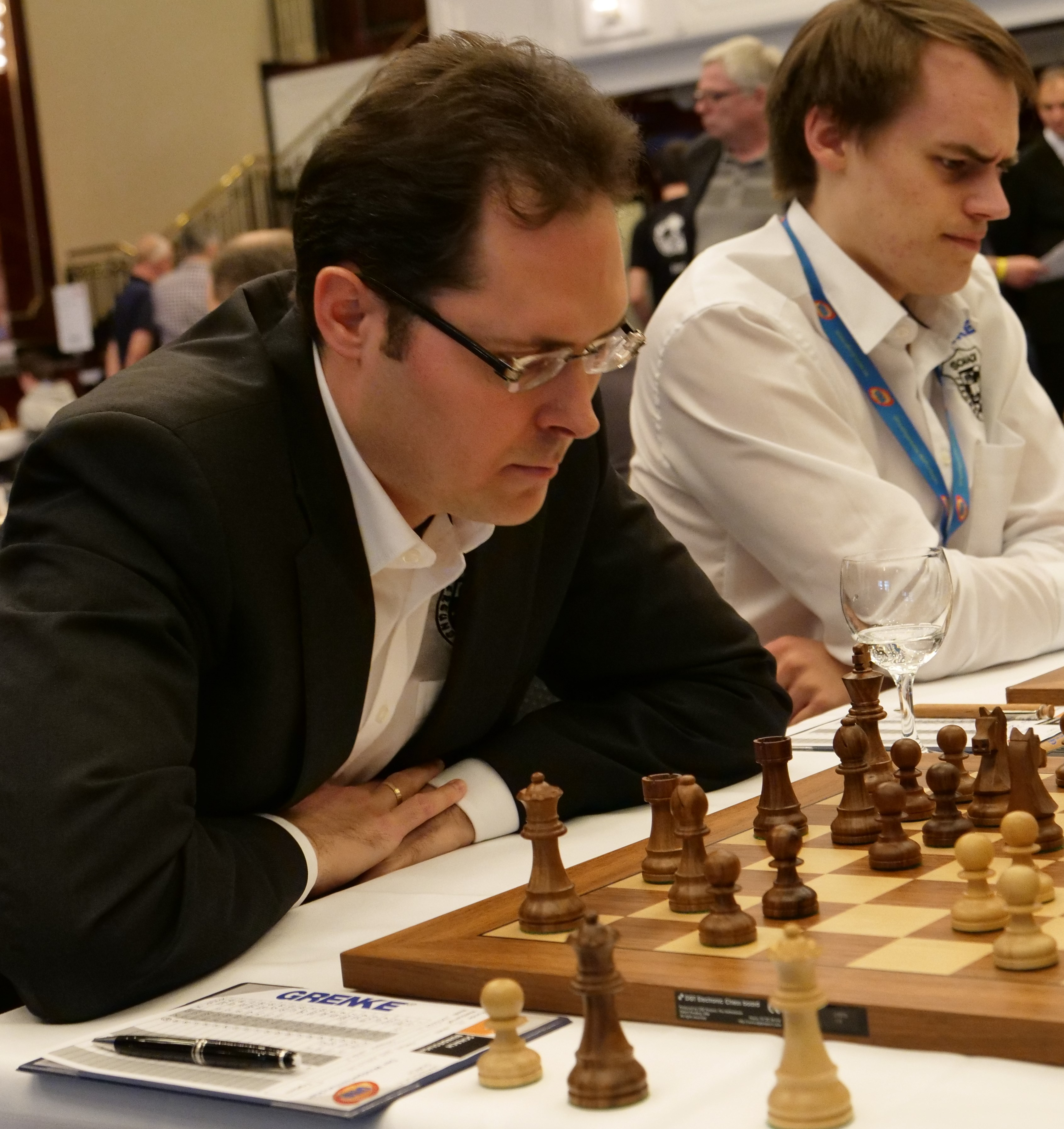
Mit Matthias Blübaum für Deizisau in der Bundesliga-Endrunde 2018

In den 1990er Jahren spielte Lékó für Honvéd Budapest, mit dem er dreimal am European Club Cup teilnahm und 1995 den zweiten Platz erreichte. In der österreichischen Staatsliga A hatte er in den Spielzeiten 1990/91 und 1992/93 insgesamt vier Einsätze für den WSV ATSV Ranshofen. In der russischen Mannschaftsmeisterschaft spielte Lékó 2012 für SchSM-64 Moskau, 2013 für Jugra Chanty-Mansijsk, mit denen er jeweils den dritten Platz belegte, und 2014 für den Meister Malachit Oblast Swerdlowsk. Er nahm mit diesen Vereinen auch am European Club Cup teil und erreichte 2012 mit SchSM-64 Moskau und 2014 mit Malachit Oblast Swerdlowsk den dritten Platz. In Deutschland spielt Lékó seit der Saison 2016/17 bei den SF Deizisau, zunächst in der 2. Bundesliga, seit der Saison 2017/18 in der 1. Bundesliga. In Italien spielt Lékó für die Mannschaft von Obiettivo Risarcimento Padova, mit der er den European Club Cup 2019 gewann, in der spanischen Mannschaftsmeisterschaft spielte er 2018 für Escola d'Escacs de Barcelona.

## Privat

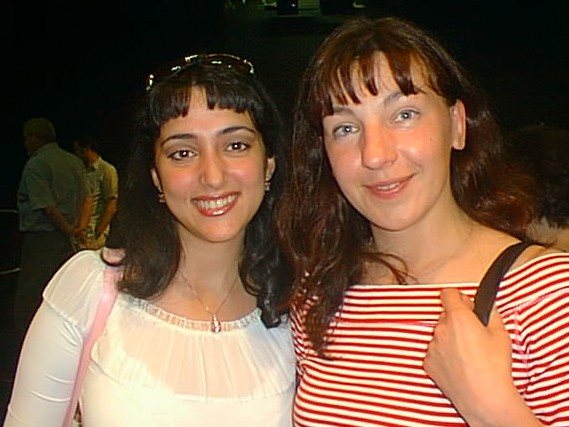
Sofia Lékó und Anna Dergatschova bei den Dortmunder Schachtagen, Juli 2004

Lékó ist seit September 2000 verheiratet mit Sofia, der Tochter des armenischen Schachgroßmeisters Arschak Petrosjan, der zugleich als Lékós Sekundant tätig ist. Er ist Vegetarier. Als Ausgleichssport betreibt er Fußball, Tennis und Yoga.

## Partien
Kramnik – Lékó, Brissago 2004 (8. Matchpartie)